# Schillerplatz (Wien)

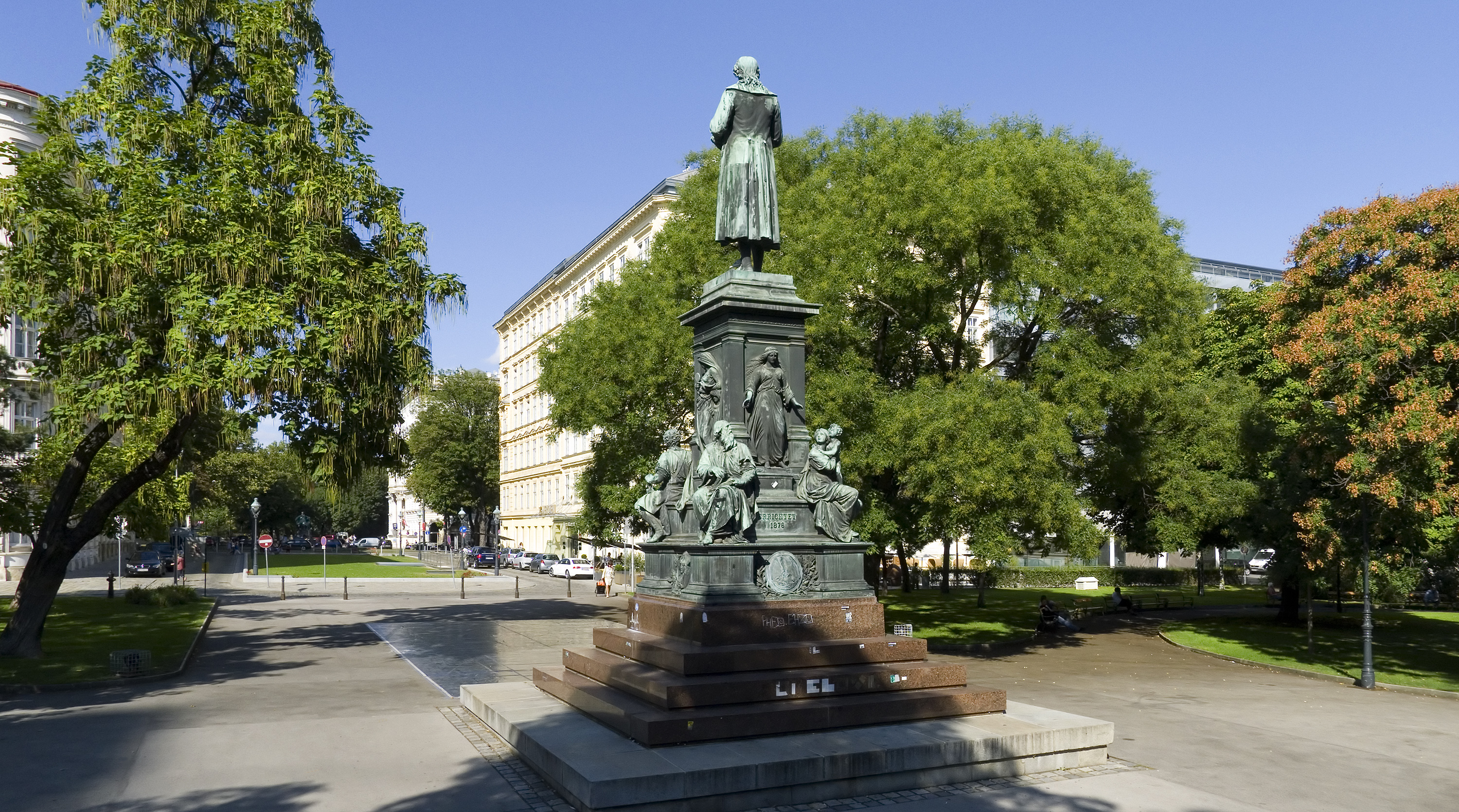
Schillerplatz und Schillerdenkmal, im Hintergrund der Robert-Stolz-Platz

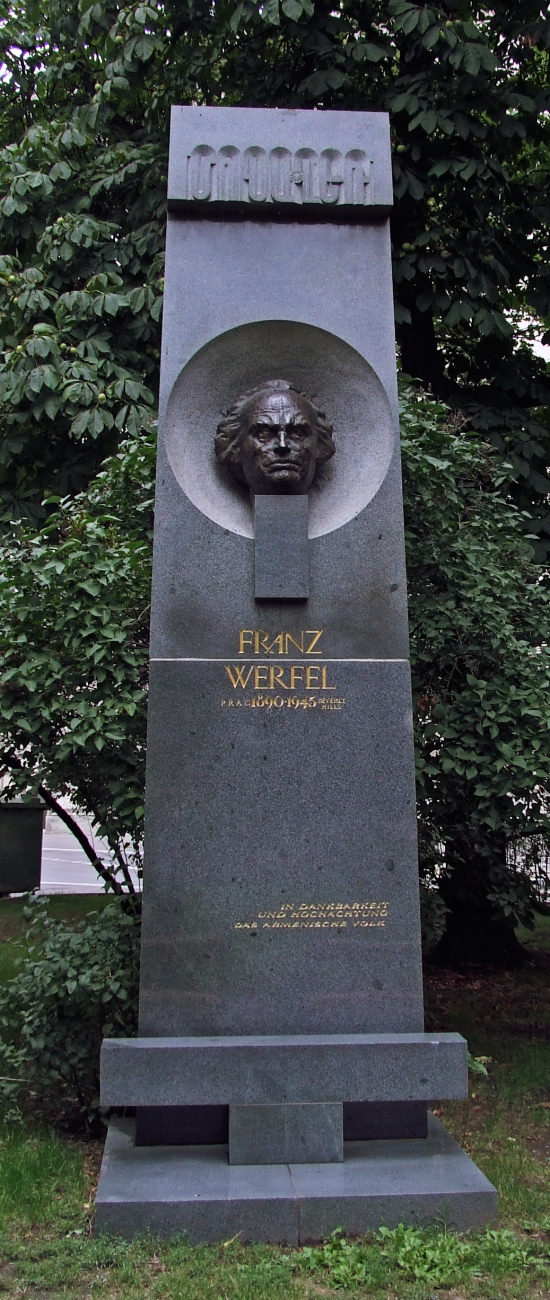
Werfeldenkmal im Schillerpark

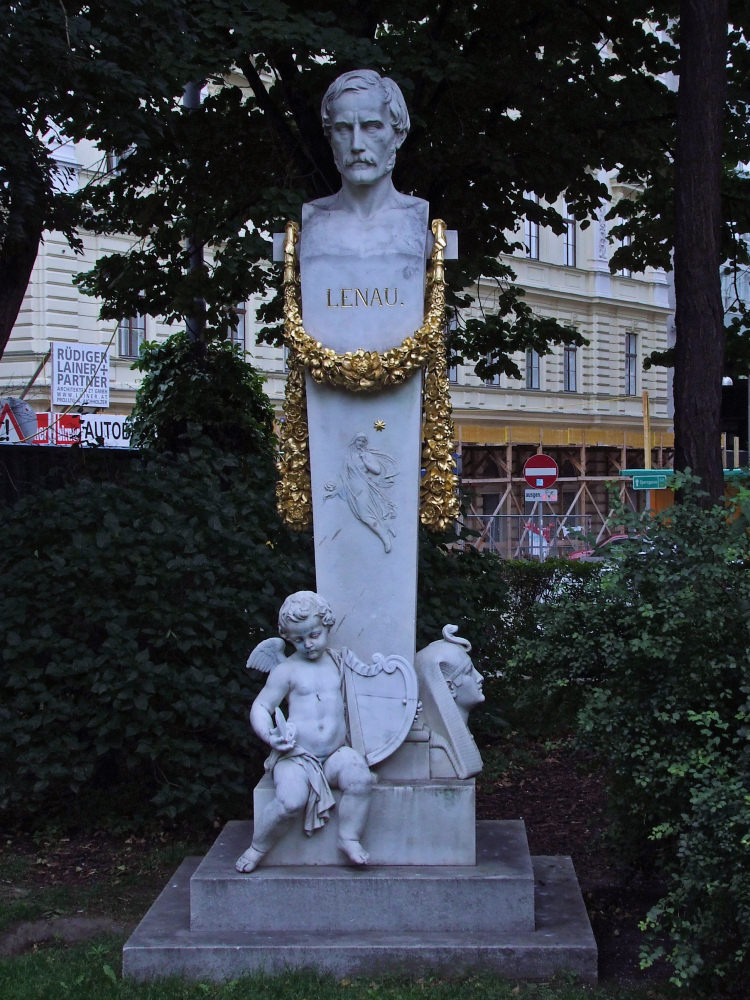
Lenaudenkmal im Schillerpark

Der Schillerplatz ist ein Platz in der Ringstraßenzone des 1. Wiener Gemeindebezirks, Innere Stadt. In seiner Mitte befindet sich der Schillerpark.

## Geschichte
Das Areal des Platzes befand sich einst als Teil des unverbauten Glacis außerhalb der Wiener Stadtmauern und wurde nach deren Abriss um 1860 vom Stadterweiterungsfonds in die Planungen für die Ringstraßenzone einbezogen, wobei die Stadtverwaltung (in Interessenskollision mit den Grundstücksverwertern) für entsprechende Grünanlagen eintrat. Auf dem Gelände des heutigen Schillerparks befand sich vorher der Kalkmarkt, der nach dem Beschluss, hier einen Platz zu errichten, abgesiedelt wurde. 1870 wurde der Platz laut Gemeinderatsbeschluss, bereits in Hinblick auf das geplante Denkmal, nach dem deutschen klassischen Dichter Friedrich Schiller benannt. 1876 erfolgte die Aufstellung des Schillerdenkmals, Zentrum des 1877 / 1878 gestalteten Schillerparks.

## Beschreibung

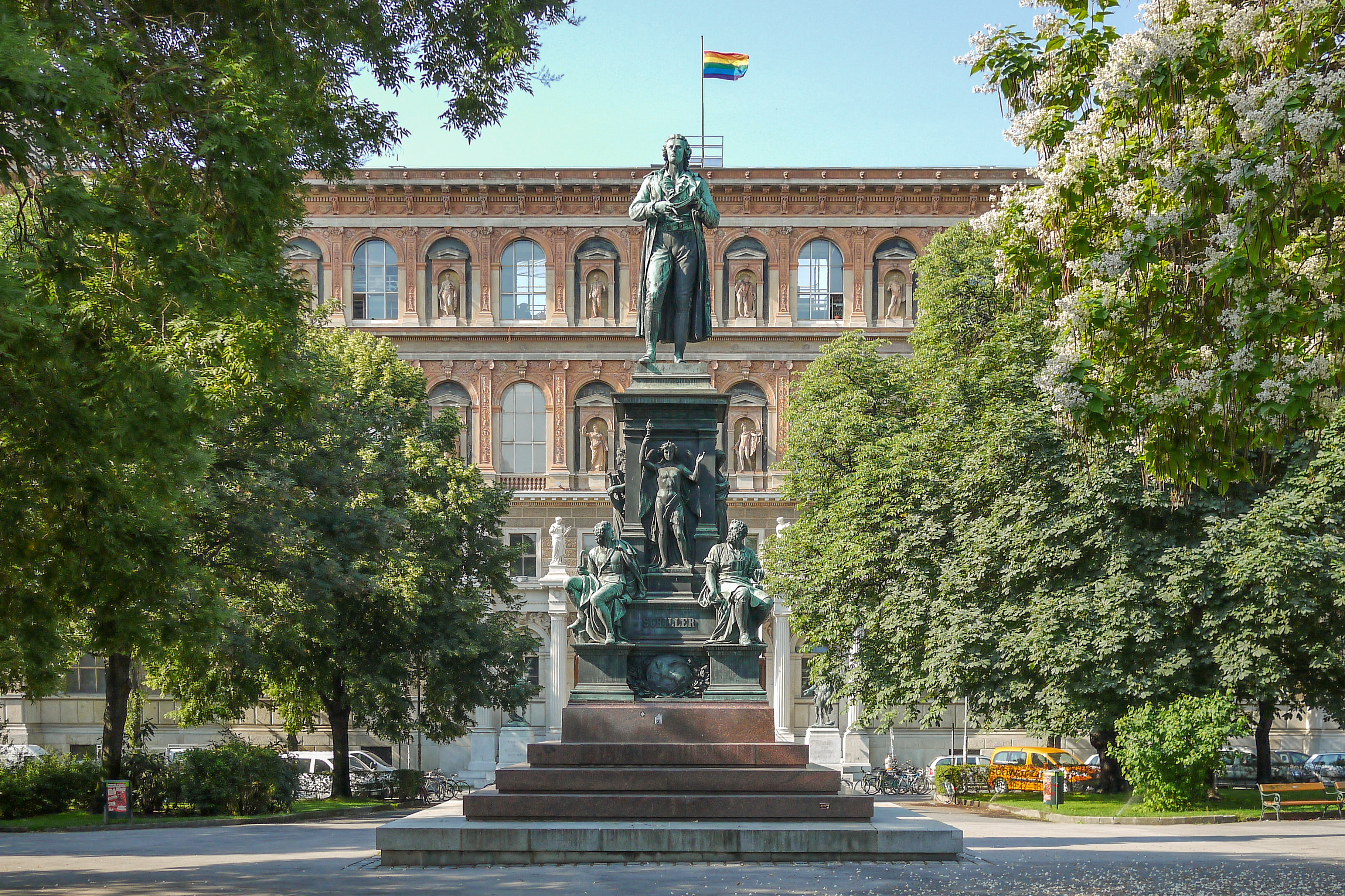
Schillerplatz und -denkmal vor der Akademie der bildenden Künste

Der Schillerplatz befindet sich zwischen den Straßenzügen des Opernrings und des Getreidemarkts. Der rechteckige Platz wird im Norden von der zum Ring parallelen Elisabethstraße begrenzt, deren Hausnummern auch am Schillerplatz bestehen. Im Osten des Platzes (die Fahrbahn setzt sich südlich in der Makartgasse fort), im Süden (wo die zum Getreidemarkt parallele Nibelungengasse vom Platz unterbrochen wird) und im Westen (die Fahrbahn setzt sich südlich in der Gauermanngasse fort) bestehen Hausnummern des Schillerplatzes. Die gesamte Fläche innerhalb der Fahrbahnen wird vom rund 7000 m² großen Schillerpark eingenommen. Der im Norden jenseits der Elisabethstraße angrenzende Robert-Stolz-Platz bildet eine Sichtachse zwischen Schillerplatz und Opernring bzw. zwischen Schillerdenkmal und Goethedenkmal am Ring.
Dominierendes Gebäude am Schillerplatz ist die Akademie der bildenden Künste mit einer bedeutenden Gemäldegalerie und Grafiksammlung. Das Gebäude wurde 1872 bis 1877 von Theophil Hansen errichtet.
Auf Nr. 1–2 steht der Schillerhof, 1870 von Johann Romano und August Schwendenwein erbaut. Er war bis 1918 Sitz des Reichsgerichts, des höchsten Gerichtshofs der im Reichsrat vertretenen Königreiche und Länder, und des k.k. Eisenbahnministeriums. Von 1919 an war der Hof Sitz des Verfassungsgerichtshofs der Republik Österreich. Da der Hof zum Schillerplatz kein Tor besitzt, befinden sich die Eingänge um die Ecke, mit den Adressen Nibelungengasse 2–4 und Elisabethstraße 9.
Alle Gebäude um den Platz zählen stilistisch zum Historismus.

### Schillerpark
Der Schillerpark ist eine historistische Grünanlage. Er besteht aus symmetrischen Wiesenrondeaus und besitzt alten Baumbestand. Im Zentrum von Park und Platz steht das Schillerdenkmal, ein Bronzestandbild im strenghistoristischen Stil, das nach einem Entwurf von Johannes Schilling geschaffen wurde. Auf dem 1876 enthüllten Monument sind neben dem Standbild Schillers die vier Lebensalter, sowie allegorische Figuren, die den Genius, die Poesie, die Wissenschaft und die Heimatliebe symbolisieren, dargestellt. Friedrich Schiller war einer der ersten Künstler, dem auf einem öffentlichen Platz in Wien ein repräsentatives Denkmal gewidmet wurde. Dies war bis dahin meist nur für Herrscher oder Feldherren üblich. Im Jahr 1900 wurde gegenüber dem Schillerdenkmal in Sichtweite am Opernring ein Goethedenkmal errichtet.
1891 folgten in den Ecken des Schillerparks zwei weitere Denkmäler von Dichtern,  beide von Karl Schwerzek geschaffen. Eines ist Anastasius Grün gewidmet, der sich seinerzeit für die Errichtung des Schillerdenkmals engagiert hatte, das andere Nikolaus Lenau. Es handelt sich um Steinbüsten auf Stelen, an deren Fuß sich Figuren von Genien befinden.
Kleiner als die übrigen Denkmäler und auch nicht in einer Parkecke, sondern am Rande des Parks befindet sich eine Bronzebüste für den Dichter Josef Weinheber, die 1940 von Josef Bock geschaffen wurde. Erst 1975 wurde sie hier auf einem Granitsockel von Heribert Rath aufgestellt. 2010 verlangte Stephan Schmidt-Wulffen, Rektor der Akademie der bildenden Künste, von der Wiener Stadtverwaltung die Entfernung des Denkmals wegen Weinhebers bejahender Haltung zum Nationalsozialismus.
Das jüngste Denkmal des Schillerparks wurde im Jahr 2000 enthüllt. Es wurde im Auftrag Armeniens geschaffen und stellt den österreichischen Schriftsteller Franz Werfel dar, der mit seinem Roman Die vierzig Tage des Musa Dagh dem Kampf des armenischen Volkes gegen seine osmanischen Bedrücker ein Denkmal gesetzt hat. Der Bildhauer Ohan Petrosjan schuf die Bronzebüste Werfels, Roland Martirosjan gestaltete den Granitpfeiler, auf dem armenische Schriftzeichen eingemeißelt sind sowie die Aufschrift: In Dankbarkeit. Das armenische Volk.
Der Schillerpark wird hauptsächlich von Studenten der Akademie und Touristen genützt. Wenn auch kleiner als so manche andere Grünanlage der Inneren Stadt, stellt der Schillerpark doch einen der bemerkenswertesten Parks Wiens dar.
Anschließend an den Schillerplatz bildet der Robert-Stolz-Platz die Verbindung zum Opernring. Eine Gedenktafel für den Operettenkomponisten Robert Stolz befindet sich an einem Haus auf dem Schillerplatz, wo dieser in den Robert-Stolz-Platz übergeht. Stolz hatte einst hier gewohnt.